# Numa Hambursin
Numa Hambursin (* 12. Juni 1979 in Montpellier) ist ein französischer Kunstkritiker und Kurator für zeitgenössische Kunst.

## Leben
Hambursin wurde als Sohn der Galeristin Hélène Trintignan in Montpellier geboren. Er besuchte das Lycée Joffre und eine literarische Vorbereitungsklasse in Paris. Anschließend studierte er Rechtswissenschaft und spezialisierte sich auf das Recht des kulturellen Erbes.
Hambursin verfasste bereits im Alter von 18 Jahren erste kritische Texte und Einführungen zu Ausstellungskatalogen. Mit 23 eröffnete er eine Galerie für zeitgenössische Kunst in Avignon und später in Montpellier. In dieser stellte er zahlreiche Künstler aus, darunter Claude Viallat, Daniel Dezeuze, Louis Cane, Bernard Pagès, Erró, Tony Soulié, Henri Goetz, Robert Combas und François Boisrond. 
Von 2010 bis 2017 war Hambursin künstlerischer Leiter des Carré Sainte-Anne in Montpellier, eine ehemals neogotische Kirche, die in den 1980er Jahren entweiht und seit 2011 als Kunstmuseum genutzt wird. Dort stellte er unter anderem Werke von Carole Benzaken, Robert Combas, Marc Desgranchamps, Hervé Di Rosa, JonOne, Gérard Garouste, Jonathan Meese, Manuel Ocampo, Jean-Michel Othoniel, Chiharu Shiota und Barthélémy Toguo aus.
2014 wurde er für das Projekt des zukünftigen Museums in Montpellier zum Co-Direktor ernannt. 2016 publizierte er das Journal d'un curateur de campagne, eine Sammlung kritischer Texte über zeitgenössische Kunst. 2017 musste er vor dem Hintergrund politischer Zensur zurücktreten. Er widmete sich daraufhin der Gründung einer neuen privaten Stiftung für zeitgenössische Kunst in Montpellier. 2018 war er Leiter der Abteilung für moderne und zeitgenössische Kunst der Stadt Cannes. Seit 2021 ist er Direktor des MO.CO. in Montpellier.